# Орлея (озеро)
Орлея — озеро в Гультяевской волости Пустошкинского района Псковской области.
Площадь — 4,9 км² (487,0 га). Максимальная глубина — 8,0 м, средняя глубина — 3,0 м. Площадь водосборного бассейна — 42,3 км².
На берегу озера расположены деревни Якимово, Шамолово.
Проточное. Относится к бассейну реки Неведрянки, притока реки Великой.
Тип озера лещово-уклейный с судаком. Массовые виды рыб: щука, окунь, плотва, лещ, судак, язь, линь, налим, ерш, красноперка, щиповка, вьюн, пескарь, уклея, густера, карась; широкопалый рак (единично).
Для озера характерно песчано-каменисто-илистое дно, камни.